# Dmitrij Alekseev
Dmitrij Sergeevič Alekseev (in russo Дмитрий Сергеевич Алексеев?; traslitterazione anglosassone Dmitry Sergeyevich Alekseyev; Mosca, 31 gennaio 1966) è un ex slittinista sovietico.
Dopo la dissoluzione dell'Unione Sovietica (1991) ha acquisito la cittadinanza russa.

## Biografia
Iniziò a gareggiare per la nazionale sovietica nelle varie categorie giovanili nella specialità del doppio in coppia con Vitalij Mel'nik, con il quale condivise tutto il resto della sua carriera, ottenendo due medaglie, delle quali una d'oro, ai campionati europei juniores.
A livello assoluto esordì in Coppa del Mondo nella stagione 1984/85. Conquistò il primo podio il 13 dicembre 1987 nel doppio a Sarajevo (3°) mentre in classifica generale come migliore posizione ottenne il terzo posto nella specialità biposto nel 1987/88.
Partecipò ad una edizione dei Giochi olimpici invernali, a Calgary 1988: in quella che fu la sua ultima competizione a livello internazionale concluse la gara del doppio in sesta posizione.
Prese parte altresì a due edizioni dei campionati mondiali aggiudicandosi la medaglia di bronzo nella specialità biposto ad Oberhof 1985. Nelle rassegne continentali ottenne come miglior risultato il quarto posto nel doppio ad Hammarstrand 1986.

## Palmarès

### Mondiali
- 1 medaglia:
  - 1 bronzo (doppio ad Oberhof 1985).

### Europei juniores
- 2 medaglie:
  - 1 oro (doppio ad Igls 1983);
  - 1 argento (doppio a Schönau am Königssee 1985).

### Coppa del Mondo
- Miglior piazzamento in classifica generale nel doppio: 3° nel 1987/88.
- 2 podi (tutti nel doppio):
  - 1 secondo posto;
  - 1 terzo posto.